# Лиз Ассиа
Ро́за-Ми́на Ше́рер (нем. Rosa Mina Schärer), известная под псевдонимом Лиз А́ссиа (фр. Lys Assia; 3 марта 1924, Рупперсвиль, Аргау — 24 марта 2018, Цолликон, Цюрих) — швейцарская певица, актриса и танцовщица. Трёхкратная представительница Швейцарии на конкурсе песни «Евровидение» (1956, 1957, 1958) и его первый победитель.

## Биография
Родилась 3 марта 1924 года в Рупперсвиле. Сценическую карьеру начинала как танцовщица, с 1940 года стала выступать и как певица. После окончания Второй мировой войны провела свои первые зарубежные гастроли в Париже, а затем стала очень популярной исполнительницей в ФРГ. Одной из наиболее популярных песен в её исполнении стал шлягер «Oh, mein Papa».

### «Евровидение»
1 мая 1956 года приняла участие в немецком национальном отборе, проходившем в немецком Кёльне, чтобы представить Германию на первом конкурсе «Евровидение», но выиграть ей не удалось. За три дня до своего участия в отборе Германии, она приняла участие в швейцарском национальном отборе с песнями «Addio Bella Napoli», «Das alte Karussell», «Le bohémien», «Refrain» и «Sei doch nicht so eifersüchtig», из шести песен, выиграли только две, а именно «Das alte Karussell» и «Refrain», с которыми она отправилась на конкурс в качестве первого представителя Швейцарии. 24 мая 1956 года состоялся первый конкурс песни «Евровидение», который проходил в Лугано, где она одержала победу с песней «Refrain», став первым победителем в истории конкурса. Позднее, она представила Швейцарию на последующих двух конкурсах во Франкфурте-на-Майне (1957) и Хилверсюме (1958) с песнями «L’Enfant que j'étais» и «Giorgio», заняв восьмое и второе места, соответственно.

### Дальнейшая карьера
После смерти своего мужа в 1995 году, она вновь вернулась на сцену. В 2007 году победила в швейцарском конкурсе «Grand Prix der Volksmusik», выступая в дуэте с певицей Беатрис Эгиль, после чего, выступая в международном финале данного конкурса, проходившем в Вене, они заняли двенадцатое место. В 2011 году участвовала в швейцарском национальном отборе на конкурс песни «Евровидение», в котором дошла до финала, прошедшем в коммуне Кройцлинген, где заняла восьмое место.

### Последние годы и смерть
Скончалась 24 марта 2018 года в Цолликоне в возрасте 94 лет. В последние годы проживала в Каннах.

## Личная жизнь
- Первый муж (1957): Иоганн Генрих Кунц, промышленник.
- Второй муж (1963—1995): Оскар Педерсен, владелец отелей.

## Дискография

### Синглы
- 1950 — «Oh mein Papa»
- 1952 — «Das Glück ist nicht aus der Welt»
- 1952 — «Des Mirages»
- 1954 — «Holland Madel»
- 1955 — «Jolie Jacqueline»
- 1956 — «Addio Bella Napoli»
- 1956 — «Das alte Karussell»
- 1956 — «Ein kleiner goldener Ring»
- 1956 — «In allen Gassen wohnt das Glück»
- 1956 — «La Fée du Bodensee»
- 1956 — «Le bohémien»
- 1956 — «Refrain»
- 1956 — «Sei doch nicht so eifersüchtig»
- 1957 — «Derrière la cathedrale»
- 1957 — «Ein Trautes Lied Vom Turm Herab»
- 1957 — «L’Enfant que j'étais»
- 1957 — «Musst Du Schon Geh’n»
- 1957 — «Ça n’epechera pas»
- 1958 — «Giorgio»
- 1961 — «Glocken der Liebe»
- 1962 — «Die Sterne von Syrakus»
- 1980 — «Ein Schiff wird kommen»
- 2004 — «Manchmal hilft ein kleines Lied»
- 2004 — «Sehnsucht nach Dir»
- 2005 — «Rom lag im Schnee»
- 2005 — «Wieder nach Athen»
- 2011 — «C'était ma vie»
- 2011 — «O Mein Papa»
- 2012 — «All in your head» (совместно с NewJack)

### Альбомы
- 1956 — «Arrivederci Roma»
- 1956 — «Was kann schoner sein»
- 1957 — «Deine Liebe»
- 1957 — «Mi casa su casa»
- 1958 — «Melodie d’amour»
- 1958 — «Giorgio»
- 1959 — «Wenn die Glocken hell erklingen»
- 1960 — «La golondrina»
- 1961 — «Johnny nimm das Heimweh mit»
- 1962 — «Die Sterne von Syrakus»
- 2003 — «Sehnsucht nach Dir»
- 2005 — «Lady in Blue»
- 2008 — «Refrain des Lebens»

## Фильмография
- 1952 — «Illusion in Moll»
- 1952 — «Palace Hotel»
- 1953 — «Die Kaiserin von China»
- 1953 — «Schlager Parade»
- 1953 — «Schlagerparade»
- 1953 — «Tele-Brettl»
- 1954-1955 — «1:0 für Sie»
- 1954 — «Бал наций»
- 1955 — «Achtung! Hochspannung!»
- 1955 — «Ein Mann vergißt die Liebe»
- 1956 — «Bitte recht freundlich!»
- 1956 — «Die Fischerin vom Bodensee»
- 1956 — «Die große Chance: Nr. 100 000»
- 1956 — «Melodie der Welt»
- 1956 — «Nachmittags auf dem Killesberg - Margot Hielscher lädt ein»
- 1956 — «Oberstadtgass»
- 1956 — «Treffpunkt Hamburg»
- 1956 — «Von A bis Z»
- 1956 — «Wer gegen wen?»
- 1957 — «Die Beine von Dolores»
- 1957 — «Es wird alles wieder gut»
- 1957 — «Zum blauen Bock»
- 1957 — «Белые ночи»
- 1958 — «Alan Melville Takes You from A-Z»
- 1958 — «Kein Tag ohne dich»
- 1961 — «Schlager von morgen?»
- 1962-1963 — «Musik aus Studio B»
- 1962-1979 — «Haifischbar»
- 1962 — «Werner Müllers Schlagermagazin»
- 1963 — «Deutsche Schlagerfestspiele 1963»
- 1963 — «Festival-album»
- 1963 — «Musik der Welt»
- 1964 — «Aktuelle Schaubude»
- 1964 — «Deutsche Schlagerfestspiele 1964»
- 1964 — «Steht's in den Sternen?»
- 1964 — «Vorentscheidung deutsche Schlagerfestspiele 1964»
- 1965 — «Kik ind!»
- 1966 — «ARD-Fernsehlotterie - Ein Platz an der Sonne»
- 1967 — «Gut gefragt ist halb gewonnen»
- 1967 — «Stelldichein beim Wein»
- 1972 — «Dalli Dalli»
- 1972 — «Wer zählt die Platten - nennt die Namen?»
- 1974 — «Musik liegt in der Luft»
- 1976 — «Rendezvous mit Caterina Valente»
- 1977 — «Musik ist Trumpf»
- 1980 — «So wird's nie wieder sein»
- 1982 — «Mit Musik geht alles besser»
- 1985 — «Melodien für Millionen»
- 1987 — «Die goldenen Fünfziger - Das große deutsche Schlagerfestival»
- 1993 — «L'Oeil du cyclone» (архив)
- 1998 — «Eurovisión Siglo XX» (архив)
- 2002-2004 — «Die Johannes B. Kerner Show»
- 2004-2007 — «Aeschbacher»
- 2004 — «Willkommen bei Carmen Nebel»
- 2005 — «Herzlichen Glückwunsch - Die Michael Schanze Jubiläumsgala»
- 2005 — «Merci Jury»
- 2005 — «NDR Talk Show»
- 2006 — «Der deutsche Vorentscheid 2006 - 50 Jahre Grand Prix»
- 2006 — «Eurovizija» (архив)
- 2006 — «Menschen der Woche»
- 2006 — «Musik für Sie»
- 2006 — «Zibb»
- 2007-2011 — «Glanz & Gloria»
- 2007 — «Der Club»
- 2007 — «O mein Papa»
- 2011 — «Menschen bei Maischberger»
- 2011 — «The Secret History of Eurovision»
- 2014 — «Samschtig-Jass»
- 2019 — «Wiedersehen macht Freude - Axel Bulthaupt präsentiert Perlen der MDR Unterhaltung» (архив)